# Џејлин Смит
Џејлин Девон Смит (енгл. Jaleen Devon Smith; Фрипорт, Тексас, 24. новембар 1994) амерички је кошаркаш. Покрива позиције плејмејкера и бека. Тренутно игра за Бахчешехир. Као натурализовани кошаркаш наступа за репрезентацију Хрватске.

## Клупска каријера
Смит је професионалну каријеру почео 2017. у немачком друголигашу Хајделбергу. Дана 21. јула 2019. прешао је у Ризен Лудвисбург који је тада играо у Бундеслиги, најјачој немачкој кошаркашкој лиги. Добио је награду за најкориснијег играча Бундеслиге у сезони 2020/21. Смит је те сезоне просечно бележио 15,7 поена, 5,3 скока, 5,6 асистенција и 1,7 украдених лопти по утакмици.
Дана 25. августа 2021. Смит је потписао трогодишњи уговор с берлинском Албом.
Дана 20. јула 2023. Смит је договорио двогодишњу сарадњу с Виртусом из Болоње. С Виртусом је освојио Суперкуп Италије након што у финалу је савладана Бреша. Дана 24. децембра 2023. напустио је Виртус и прешао у Партизан са којим је потписао уговор до краја такмичарске 2023/24.

## Каријера у репрезентацији
У јулу 2022. Кошаркашки савез Хрватске изразио је интересовање за натурализацију Смита. У августу 2022. Смит је дебитовао за репрезентацију Хрватске на пријатељској утакмици против Бугарске. Прву званичну утакмицу за хрватску репрезентацију одиграо је у претквалификацијама за Европско првенство 2025. против Пољске. Смит је трећи амерички натурализовани кошаркаш који је заиграо за сениорски тим Хрватске. Пре њега су за Хрватску играли Донтеј Дрејпер и Оливер Лафајет.

## Успеси

### Клупски
- АЛБА Берлин:
  - Бундеслига Немачке: 2021/22.
  - Куп Немачке: 2021/22.

- Виртус Болоња:
  - Суперкуп Италије: 2023.

### Појединачни
- Најкориснији играч Бундеслиге Немачке: 2020/21.
- Члан идеалног тима Бундеслиге Немачке: 2020/21.